# Barbara Gwyer
Barbara Elizabeth Gwyer (1er janvier 1881 - 16 février 1974) est une administratrice universitaire britannique. Elle est principale du St Hugh's College d'Oxford de 1924 à 1946.

## Biographie
Barbara Gwyer naît en 1881 à Marylebone, à Londres. Elle est la fille de John Edward Gwyer et d'Edith Gwyer née Linford. Son frère, Maurice Gwyer, est un juriste et haut fonctionnaire. Elle est élève à la Grove School, une école pour filles de Highgate. Elle poursuit ses études en humanités classiques en 1900 à Lady Margaret Hall et obtient une mention bien aux Mods en 1902, et une mention bien aux Literae Humaniores en 1904. Cependant, l'université d'Oxford ne délivre pas de diplômes aux femmes à l'époque. En 1920, lorsque les statuts sont modifiés, elle obtient un baccalauréat ès arts (BA) et une maîtrise.

## Carrière
BarbaraGwyer travaille comme secrétaire pendant deux ans. De 1906 à 1908, elle est organisatrice pédagogique pour le département éducatif du conseil du West Riding.
De 1910 à 1916, elle est vice-directrice d'Ashburne Hall, une résidence pour étudiantes de l'université Victoria de Manchester qui a ouvert en 1900, puis de 1917 à 1924, elle est directrice de l'University Hall à Leeds.
Elle est nommée principale du St Hugh's College à Oxford en 1924,. Sa nomination vient clore la période de désorganisation qu'a traversée le collège, à la suite de la querelle qui a opposé la précédente principale, Eleanor Jourdain et une enseignante Cecilia Mary Ady, et de la mort soudaine d'Eleanor Jourdain. La nomination de Barbara Gwyer permet de tourner la page. Sa paisible influence, son tact et la confiance qu'elle inspire font l'unanimité,. Elle a supervise l'incorporation et la rédaction de nouveaux statuts à St Hugh's, un processus entrepris par les collèges féminins d'Oxford dans les années 1920 en réponse à la Commission royale de 1919. Elle maintient l'unité du collège durant la Seconde Guerre mondiale, alors que les étudiantes sont éparpillées sur sept sites. Elle représente Oxford au tribunal qui juge les objecteurs de conscience. Les allocutions qu'elle délivre à la chapelle du collège sont publiées en 1928 sous l'intitulé Exhortations and Adresses in St Hugh's College Chapel.
Elle prend sa retraite en 1946, remplacée par Evelyn Procter, et elle est nommée fellow honoraire du collège. Elle s'installe à Stokenchurch, High Wycombe, Buckinghamshire où elle participe à divers comités, notamment comme membre du conseil de l'éducation du Buckinghamshire, présidente du conseil de St Margaret House, un centre social de Bethnal Green, ou encore comme membre fondatrice de l'Institute of Christian Education. Elle meurt à Stokenchurch le 16 février 1974, à l'âge de 93 ans.